# Corfinium
Corfinium (ou Italica à partir de la guerre sociale et  Pentima après la guerre sociale) est un site archéologique d'une ville de la Rome antique, situé en Italie, près de Corfinio dans la province de L'Aquila. Elle se trouve proximité de la rivière Aterno et à 345 mètres au-dessus du niveau de la mer.
La route principale pour l'atteindre était la via Valeria, sorte de prolongement de la Via Tiburtina et elle reliait Rome et Pescara.

## Histoire
Cité des Péligniens, Corfinium fut choisie comme capitale par les alliés insurgés lors de la guerre sociale et rebaptisée Italica ; la Lex Iulia en fit un municipe romain.
Par la suite la Lex Licinia Mucia de civibus redigendis de 95 av. J.-C. restreignit les droits institués par la loi précédente, ce qui provoqua une insurrection. Livius Drusus abrogea cette nouvelle loi et rétablit la citoyenneté romaine mais il fut finalement assassiné et Quintus Varus, ibère mais citoyen romain, revint sur cette décision.
Une nouvelle insurrection de Corfinium et des peuples voisins aboutit à une assemblée où participèrent de nombreux peuples italiques. Cet épisode est connu sous le nom de Guerre sociale et même si cette guerre fut perdue par les italiques, elle leur permit de recevoir d'une façon définitive la citoyenneté romaine.
Avec la chute de l'Empire romain l'histoire de Corfinium suivit celle de bien d'autres villes italiennes : d'abord des pillages de la part des barbares, puis les vicissitudes diverses des féodalités du Moyen Âge...

## Sources
- (it) Cet article est partiellement ou en totalité issu de l’article de Wikipédia en italien intitulé « Corfinium » (voir la liste des auteurs).